# 傑米·許
傑米·許（英語：Jamie Hsu，2000年9月6日—），美國女子羽毛球運動員。

## 簡歷
傑米·許9歲時在爸爸许仲豪的引导下，與姐姐克里斯塔·許（Krista Hsu）一起參加羽毛球运动。2014年，傑米·許在泛美青年羽毛球錦標賽（15歲以下級別），获得女子单打比賽冠军。
2015年12月，傑米·許出戰美國羽毛球大獎賽，與吴俊明合作打進混合雙打比賽準決賽。
2018年4月，傑米·許代表美國出戰在危地馬拉危地馬拉市舉行的泛美洲羽毛球錦標賽，與珍妮·蓋合作拿得女子雙打比賽季軍；個人亦打進女子單打比賽八強。

## 主要比賽成績
只列出曾進入準決賽的國際賽事成績：
| 年份   | 賽事                         | 公開賽級別 | 項目     | 拍檔        | 成績   |
| ------ | ---------------------------- | ---------- | -------- | ----------- | ------ |
| 2015年 | 泛美洲青年羽毛球錦標賽       | 其他       | 女子單打 | －          | 亞軍   |
| 2015年 | 美國羽毛球大獎賽             | 黃金大獎賽 | 混合雙打 | 吴俊明      | 準決賽 |
| 2016年 | 泛美洲青年羽毛球錦標賽       | 其他       | 混合團體 | －          | 季軍   |
| 2016年 | 泛美洲青年羽毛球錦標賽       | 其他       | 女子單打 | －          | 季軍   |
| 2016年 | 泛美洲青年羽毛球錦標賽       | 其他       | 混合雙打 | 邱愷翔      | 亞軍   |
| 2017年 | 美國羽毛球國際系列賽         | 國際系列賽 | 女子單打 | －          | 冠軍   |
| 2017年 | 美國羽毛球國際系列賽         | 國際系列賽 | 女子雙打 | 陳桂雅      | 準決賽 |
| 2017年 | 美國羽毛球國際系列賽         | 國際系列賽 | 混合雙打 | 吴俊明      | 準決賽 |
| 2017年 | 墨西哥羽毛球國際賽           | 國際系列賽 | 女子單打 | －          | 準決賽 |
| 2017年 | 聖多明哥羽毛球公開賽         | 國際系列賽 | 女子單打 | －          | 冠軍   |
| 2018年 | 泛美洲羽毛球男女子團體錦標賽 | 其他       | 女子團體 | －          | 亞軍   |
| 2018年 | 牙買加羽毛球國際賽           | 國際系列賽 | 女子單打 | －          | 冠軍   |
| 2018年 | 牙買加羽毛球國際賽           | 國際系列賽 | 女子雙打 | 杰米·苏班迪 | 冠軍   |
| 2018年 | 巴西羽毛球國際賽             | 國際挑戰賽 | 女子雙打 | 珍妮·蓋     | 亞軍   |
| 2018年 | 泛美洲羽毛球錦標賽           | 其他       | 女子雙打 | 珍妮·蓋     | 季軍   |
| 2019年 | 泛美運動會羽毛球比賽         | 其他       | 女子雙打 | 陳桂雅      | 金牌   |

| 2007-2017年 | 首要超級賽 | 超級賽 | 黃金大獎賽 | 大獎賽 | 國際挑戰賽 | 國際系列賽 | 未來系列賽 | 其他 |

| 2018-2026年 | 總決賽 | 超級1000賽 | 超級750賽 | 超級500賽 | 超級300賽 | 超級100賽 | 國際挑戰賽 | 國際系列賽 | 未來系列賽 | 其他 |

### 奧運會和世錦賽參賽紀錄
|          | 2018 |
| -------- | ---- |
| 女子單打 | 48強 |